# Mapserver
Als Mapserver, auch Internet Map Server (IMS) wird eine Server-Software bezeichnet, die auf Geodaten spezialisierte Webservices (Geodienste) bereitstellt und somit die Verarbeitung von Kartenausschnitten und ortsbezogenen Informationen ermöglicht.

## Bekannte Projekte
- ArcIMS: Ein Produkt der Firma ESRI, wird abgelöst durch die ArcGIS-Server-Produkte
- FreeFS: Das Projekt Free Feature Server, welches im Projekt GeoServer aufgegangen ist.
- GeoServer: Ein Projekt von OSGeo
- GLG Map Server: Ein Produkt der Firma Generic Logic
- MapServer: Ein Projekt von OSGeo, vormals UMN Mapserver als Projekt der University of Minnesota (UMN)
- SUAS MapServer: auch EasyWMS - Ein Projekt von Stuttgart University Applied Science (SUAS)
- TinyOWS: Ein WFS-T Server.
- QGIS MapServer: Ein Projekt des Institutes für Kartografie der ETH Zürich, basierend auf dem Projekt QGIS
- deegree: Deegree ist ein gemeinsames Projekt der Firma lat/lon und des Geographischen Instituts der Universität Bonn.